# 加治丘陵
加治丘陵（かじきゅうりょう）は、埼玉県と東京都にある丘陵緑地。埼玉県入間市・飯能市、東京都青梅市にまたがっている。

## 概要
入間市は1998年「加治丘陵さとやま計画（入間市加治丘陵保全・活用基本計画）」
を策定した。2001年には同計画で定めた「自然体験区域」を「加治丘陵さとやま自然公園」として整備する基本設計報告書が作られた。しかし、財政面等の問題から2008年見直しが行われ、整備の規模は縮小されることとなった。
入間市の仏子駅付近にはこの丘陵の一部の自然を利用した国民宿舎入間グリーンロッジが営業されていたが、経営悪化で閉鎖されている。
丘陵の南面の入間市下谷ケ貫には桜山展望台があり付近の幼稚園・小学校の遠足名所。
池袋のサンシャイン60、新宿高層ビル群、東京スカイツリー、茨城・筑波山まで遠望できる。
丘陵内には1969年8月26日に開設されたサイクリングコース（武蔵サイクリングコース）があったが、1986年3月31日に廃止された。